# Amerigo Fazio
Amerigo Fazio (Marsala, 2 giugno 1895 – Mai Beles, 21 gennaio 1936) è stato un militare italiano, insignito della medaglia d'oro al valor militare alla memoria nel corso della guerra d'Etiopia.

## Biografia
Nacque a Marsala, provincia di Trapani, il 2 giugno 1895, figlio di Mariano. 
Arruolato nel Regio Esercito dopo l'entrata in guerra del Regio d'Italia, avvenuta in 24 maggio 1915, frequentò la Regia Accademia Militare di Modena da cui uscì con il grado di sottotenente di complemento, assegnato all'arma di fanteria, nel settembre dello stesso anno. Assegnato al 124º Reggimento fanteria mobilitato partecipò a numerose azioni di guerra rimanendo ferito due volte, il 25 ottobre 1915 sul Monte Sei Busi e il 17 novembre 1916 sul Veliki Cribak. Divenuto tenente e poi promosso capitano, fu trasferito ai reparti mitraglieri rimanendovi fino alla fine del conflitto. Posto in congedo nel 1919 conseguì la laurea in giurisprudenza presso l'università di Torino e nel 1923, arruolatosi nella Milizia Volontaria Sicurezza Nazionale, veniva trasferito a domanda presso la 171ª Legione CC.NN. "Vespri di Palermo" mobilitata in Tripolitania dove partecipava all'azione di Misurata con la colonna "Mezzetti" guadagnandosi la promozione a seniore per meriti eccezionali. Rientrato in Patria nel 1934 assunse l'incarico di Capo di stato maggiore del Gruppo legioni di Bologna e fu promosso maggiore di complemento per meriti eccezionali. Partì volontario per l'Africa Orientale nell'aprile 1935, assegnato al I Gruppo battaglioni CC.NN. dell'Eritrea. Dopo lo scoppio della guerra d'Etiopia partecipò alle operazioni belliche su fronte eritreo, e cadde in combattimento a Mai Beles il 21 gennaio 1936, venendo insignito della medaglia d'oro al valor militare alla memoria. In suo onore l'architetto Luigi Epifanio realizzo, nel 1940, Borgo Amerigo Fazio medaglia d'oro al valore militare, in contrada Guarino a Marsala.

### Fonti
1. 1 2 3 4 5 6 7  Combattenti Liberazione.
2. 1 2 3  Gruppo Medaglie d'Oro al Valor Militare 1965, p. 141.
3. ↑  Viandante siculo.
4. ↑   Medaglia d'oro al valor militare Fazio, Amerigo, su quirinale.it, Quirinale. URL consultato l'11 luglio 2021.